# Romain Lecuyer
Romain Lecuyer (* in Nantes) ist ein französischer Kontrabassist und Tangomusiker.
Lecuyer erhielt zunächst eine Gitarrenausbildung bei Roberto Aussel, bevor er 1995 zum Kontrabass wechselte. Er wurde Mitglied des Péril Jazz Quartet sowie der Hip-Hop-Gruppe Karré Magik und des Funk-Trios Mix-City. Mit jeder der Gruppen unternahm er Konzertreisen und spielte er Aufnahmen ein.
2001 reiste er nach Argentinien und studierte an der Escuela de Musica Popular Tango und argentinische Volksmusik. Er wurde Mitglied des von Emilio Balcarce geleiteten Orquesta Escuela de Tango, mit dem er zwischen 2002 und 2004 Konzertreisen durch Argentinien unternahm und das Album Bien Compadre einspielte. Bei Aufzeichnungen der Rundfunksendung 2 por 4 trat er u. a. mit Néstor Marconi, Julian Plaza, Victor Lavallen und Mauricio Marcelli auf. Außerdem arbeitete er mit dem Gitarristen Kelo Palacios und dem Trio Confluencia zusammen, dessen erstes Album 2005 bei Acqua Records erschien.
Nach seiner Rückkehr nach Frankreich wurde Lecuyer Mitglied des Cuarteto Cedrón und des Gustavo Gancedo Cuarteto. Seit 2006 ist er Mitglied von José Luis Barretos und Ludovic Michels Ensemble Tanguísimo. Mit dem Alter Quintet nahm er 2007 ein Album mit Raúl Barboza auf und unternahm eine Konzertreise durch Argentinien und Brasilien. Seit 2007 arbeitet er zudem mit den Musikern Osvaldo Calo und Sébastien Couranjou und dem chilenischen Ensemble Quilapayún zusammen. Weiterhin wirkte Lecuyer u. a. an Christian Bassos Album Pentalpha (2004), dem Album Tango 3.0 (2010) des Gotan Project und dem Album Noche de Carnaval (2010) von Juan Carlos Cáceres mit.